# Папская академия Непорочного Зачатия
Папская академия Непорочного Зачатия (итал. Pontificia accademia dell'Immacolata) — папская академия, созданная для продвижения догмата непорочного зачатия Девы Марии, существовавшая в 1847—2012 годах.
Предшественником академии был возникший в 1835 году студенческий клуб, куда входили слушатели римских семинарий и Папского Григорианского университета. Решением Конгрегации католического образования 7 июля 1847 года этот клуб был реорганизован в «Академию Непорочного Зачатия пресвятой девы Марии» (итал. Accademia di scienze, lettere e arti dell'Immacolata Concezione di Maria Vergine”) c размещением в базилике Санти-Апостоли, окормляемой орденом францисканцев-конвентуалов. Семь лет спустя, 8 декабря 1854 года Папа Пий IX издал апостольскую конституцию Ineffabilis Deus, провозглашавшую непорочное зачатие Девы Марии догматом веры, что повысило статус и значимость новой академии.
В 1864 Папа Пий IX присвоил Академии Непорочного зачатия статус Папской академии, в котором она пребывала до 2012 года.
В 1988 году Папа Иоанн Павел II одобрил новый Устав Академии, который был подтверждён в 1995 году и провозглашал целью Академии содействие и координацию исследований в сфере мариологии. Согласно Уставу, Академию возглавлял президент, функции которого заключались в обеспечении связи с Папским советом по культуре и Папскими академиями, и организация ежегодных общих собраний.
4 декабря 2012 года рескриптом «Rescritto ex Audientia SS.mi» Папа Бенедикт XVI объединил академию Непорочного Зачатия с папской академией мариологии.